# 마리아나 아비티아
마리아나 아비티아 마르티네스(스페인어: Mariana Avitia Martínez, 1993년 9월 18일 ~ )는 멕시코의 여자 양궁 선수이다. 대한민국 출신의 이웅 감독의 지도를 받고 있다. 2008년 하계 올림픽에 참가, 개인전 8강전에서 북한의 권은실에게 져 탈락했다. 2012년 하계 올림픽에서는 단체전 8강전에서 일본에 져 탈락했고, 개인전에는 8강전에서 대한민국의 이성진을 꺾는 돌풍을 일으키고, 4강전에서는 같은 나라의 아이다 로만에게 패했고, 동메달 결정전에서 미국의 하투나 로리그에게 이겨 동메달을 획득했다. 아이다 로만과 함께 멕시코 최초의 올림픽 양궁 메달리스트이기도 하다.